# Князев, Михаил Валерианович
Михаил Валерианович Князев (9 ноября 1856 — 14 февраля 1933, Сент – Женевьев – де – Буа) — русский адмирал (29 сентября 1917). Брат полтавского губернатора В. В. Князева.

## Биография
В службе c 1874 года. Окончил Морской корпус в 1877 году. Гардемарин (1877). Мичман (1878).
В кругосветном плавании на фрегате «Минин» (1878—1881). Лейтенант (1883). В 1891 окончил курс в Минном классе: минный офицер 1-го разряда.
С 1.01.1895 по 1896 исполнял должность старшего офицера крейсера 1-го ранга «Дмитрий Донской». 2.04.1895 был произведен в капитаны 2-го ранга. В 1896—1898 годах исполнял должность старшего офицера эскадренного броненосца «Севастополь». Командир транспорта «Европа» (1898—1900), крейсера 2 разряда «Африка» (1900 и 1901), броненосца береговой обороны «Адмирал Сенявин» (с 6.12.1903 и 1904), эскадренного броненосца «Слава» (1904 и 1905). Капитан 1-го ранга (6.12.1903).
Командующий под брейд-вымпелом отрядом минных крейсеров практического отряда обороны побережья Балтийского моря (1906). Командующий под брейд-вымпелом всеми судами временно оставленными в кампании для обороны побережья Балтийского моря (1906). Командующий под брейд-вымпелом 2 отряда минных судов Балтийского моря (1906). Произведён в чин контр-адмирала (7.10.1907).
Начальник штаба Кронштадтского порта (1907 и 1908). 14.07.1908 года назначен помощником начальника Главного морского штаба. Исполняющий дела Начальника Главного морского штаба (1911). В 1911 году назначен начальником Главного морского штаба с производством в чин вице-адмирала (6.12.1911). Как начальник Главного морского штаба являлся председателем Морского учебного комитета. 1.10.1913 зачислен по флоту. 7.10.1913 года председатель правления Добровольного флота в Петрограде. Уволен в отставку вице-адмиралом по расстроенному здоровью. Временным правительством был произведён в чин адмирала (29.09.1917) с оставлением в отставке. Командовал флотом при генерале П.Н. Врангеле. К лету 1921 на службе в Англии (в Северной Африке).
В эмиграции во Франции. Председатель Кают-компании морских офицеров, почётный член Военно-морского союза. Жил в русском доме в Сент-Женевьев-де-Буа. В эмигрантской прессе были даны сообщения о его смерти: Возрождение. – Париж, 1933, 17 февраля, №2817; Новое русское слово. – Нью-Йорк, 1933, 25 февраля, №7335; Русское слово. – Буэнос-Айрес, 1933, 8 марта, №2104; Часовой. – Париж, 1933, №101/102 и 103/104; Новик – Афины, 1936, №2, с.42.
Умер в эмиграции во Франции. Похоронен на кладбище Сент-Женевьев-де-Буа рядом с супругой.

## Семья
От рождения он был роду невысокого. Родоначальник его фамилии Михайла Князев, как отмечено в поколенной росписи, ещё до 1627 года был всего лишь городовым дворянином в Костроме. Правнук его Агап Емельянов сын служил уже по городу Кашире, откуда был послан на военную государеву службу, а погиб в первом азовском походе Петра Великого.
Вероисповедания православного. Адмирал. Женат; четверо детей (по списку на 1904 год); двое детей (по спискам на 1912—1916).
Отец Валериан Сергеевич Князев (1800—1870). Мать Анастасия Николаевна Князева (урожденная Куроедова, 1811—1907). Братья и сестра: Алексей (1830—1852), Николай (р. 1832), Сергей (р. 1834), Дмитрий (р. 1836), Александра (27.05.1838 — 6.12.1916), Илья (р. 1840), Семен (р. 1842), Владимир (р. 1846), Валериан (р. 1848), Василий (1853—1918). Жена Князева София Андреевна. Сын Кирилл Михайлович Князев (28.04.1903 — 25.03.1981).
Сын Юрий Михайлович Князев 3-й — мичман, вахтенный офицер броненосца «Император Александр III». Эскадренный броненосец «Император Александр III» потоплен в Цусимском сражении, весь экипаж погиб, из 900 человек команды броненосца выживших не было.
Племянник Валериан Семёнович Князев 2-й — мичман, вахтенный офицер броненосца «Наварин». Эскадренный броненосец «Наварин» потоплен после получения повреждений в Цусимском сражении от ночных торпедных атак (из 681 члена экипажа спастись удалось только троим матросам).
Племянник Валериан Ильич Князев 1-й — мичман, начальник вахтенной службы броненосца «Адмирал Сенявин». Броненосец береговой обороны «Адмирал Сенявин» во время Цусимского сражения был сдан японцам и мичман В.И. Князев попал в плен. После возвращения из плена он продолжил службу на флоте. Первую Мировую войну он встретил в звании лейтенанта в должности командира тральщика «Проводник», на котором и погиб в Балтийском море 27 августа 1914 года при взрыве тральщика зацепившего сразу три германские мины.

## Награды
Российские:
- Орден Святого Станислава 2-й степени (1894)
- Серебряная медаль в память царствования императора Александра III (1896)
- Серебряная медаль в память священного коронования Их Императорских Величеств (1898)
- Орден Святой Анны 2-й степени (06.12.1898)
- Орден Святого Владимира 4-й степени с бантом за 25 лет выслуги (22.09.1903)
- Орден Святого Владимира 3-й степени (1906)
- Орден Святого Станислава 1-й степени (29.03.1909)
- Светло-бронзовая медаль в память Полтавской победы (1909)
- Золотой знак в память окончания полного курса наук Морского корпуса (1910)
- Знак в память 200 лет общества Петроградских лоцманов (1910)
- Орден Святой Анны 1-й степени (25.03.1912)
- Светло-бронзовая медаль памяти 100 лет Отечественной войны 1812 года (1912)
- Наследственный нагрудный знак и светло-бронзовая медаль памяти 300 лет Царствования дома Романовых (1913)
- Орден Святого Владимира 2-й степени (06.04.1914)
- Светло-бронзовая медаль памяти 200 лет Гангутской победы (1914)

Иностранные: 
- Французский орден Почётного легиона, командорский крест (1909)
- Болгарский орден Святого Александра 2-й степени (1910)
- Китайский орден Двойного Дракона 2-го класса 1-й степени (1910)
- Орден Короны государства Бухары 1-й степени (1911)
- Прусский орден Красного орла 1-го класса (1912)
- Орден Короны Италии, большой крест (1912)
- Шведский орден Меча, большой крест (1912)